# 江南 (首爾特別市)
江南（韓語：강남）是指在韓國首都首爾中部流經的漢江以南的地域。其中，江南区、瑞草區這两个区是日常生活中所講述的「江南地區」所指的地區。因为江南教育厅只管理瑞草區和江南區这兩個區（江南8学群），所以所谓的“江南”特指江南区和瑞草区。這個區域通常被定義爲包括市內富裕的江南區、瑞草區有時候包括松坡區由炭川與江南分隔。“江南”這個術語通常特指圍繞江南大路和江南站的商業區域，或是江南八學群周圍的地區。由於行政原因，這一般只包括江南區和瑞草區兩個區。江南主要商業區的西側，包括江南站、新沙站、論峴站和新論峴站等主要地鐵站周圍的區域，江南區和瑞草區沒有明確的物理邊界，江南主要商業區的西邊完全由瑞草區管理。瑞草區於1988年從江南區分離出來，它在至今行政、地理、社會和經濟方面與江南區緊密相連。 “瑞草區”這一名稱本身來源於江南站所在的瑞草洞，這個名稱最初屬於江南區的管轄範圍。因此，“江南”這個名稱實際上是江南區和瑞草區共有的。松坡區在1988年從江東區分離出來，在房地產和媒體報導中，它常與江南區和瑞草區被稱爲“江南三區”的一部分。然而，它與江南區和瑞草區並沒有行政聯繫。
傳統上首爾的中心地帶位於漢江以北（江北）的鐘路區及中区一帶的舊市街。1970年代以後，由政府主導的商住用地開發，首爾的貿易、政治、教育、商業的中心從1990年代開始往江南轉移。另外，江南地區在各種政治投票中均為保守派的鐵票區。

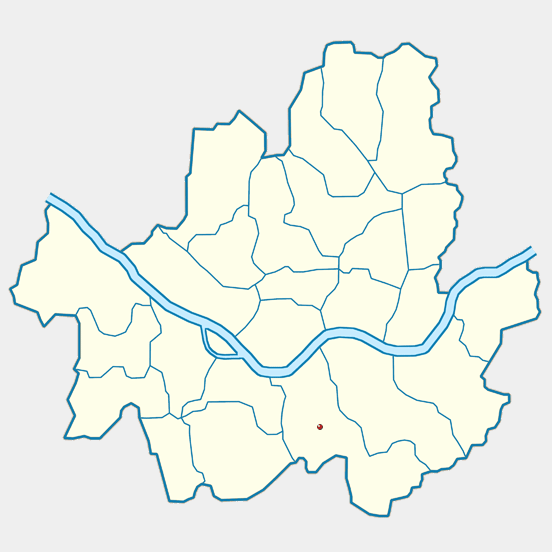
瑞草区
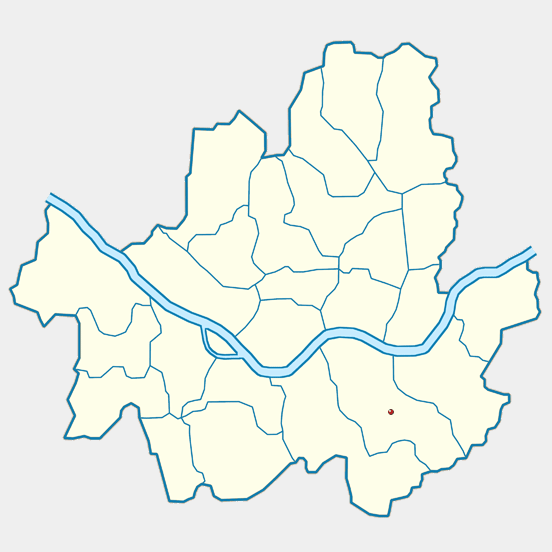
江南区
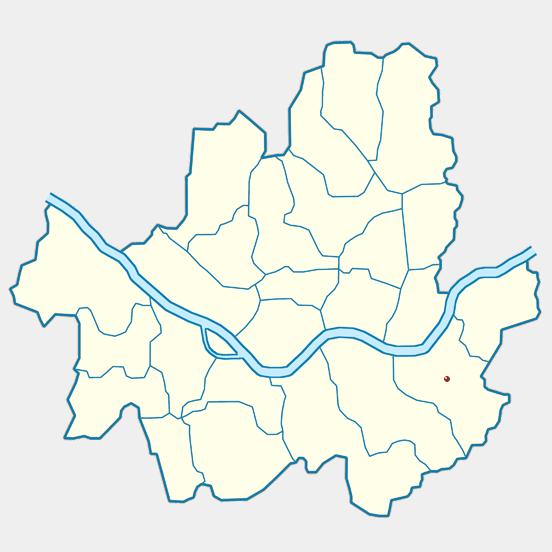
松坡区

## 江南的開發
現時江南附近的地方，相當於高麗時代的廣州地域。本來當地人就有把流經首爾中央部份的漢江以南一帶的地方稱為「江南」、以北的一帶稱為「江北」。1960年代，當現在的江南被編入首爾時，這裡還是農村地帶。1970年代到1980年代，由政府主導高層團地進行住宅開發，使這裡急速發展，而土地價格亦漲至天價。另一方面，在地產建設帶動下，首爾人口的江北及江南人口比例從1970年的8:2變成1990年的5:5。伴隨着商業用地的開發進展，近年很多大企業都把總部從江北移往江南；另一方面，在首爾新開設總部的外資企業，大多數都選擇在江南地區設立。韓國的大企業三星集團的新總部，就在首尔地下铁的江南站附近。而隨着江南的發展，有不少政府機關（主要都是與司法體系相關的）都已移往江南的瑞草區；有部份甚至再南移到京畿道的果川市去。

## 購物的中心地
在這地域的狎鷗亭及在江南驛周邊的區域是首爾的時尚地帶，新興的娛樂、文化地域，吸引了新世代的腳步。在1990年代開始快速興起的狎鷗亭，其熱鬧繁盛在2000年代於江南驛周圍的廣闊道路兩旁蔓延。這些道路不單有樹木美化環境，咖啡店、高級餐廳、夜總會及電影館等林立。
其他的，例如：國際會議展覽場地及購物中心等集於一身的COEX、歌劇場及美術館所在的「藝術殿堂」都在江南地域。

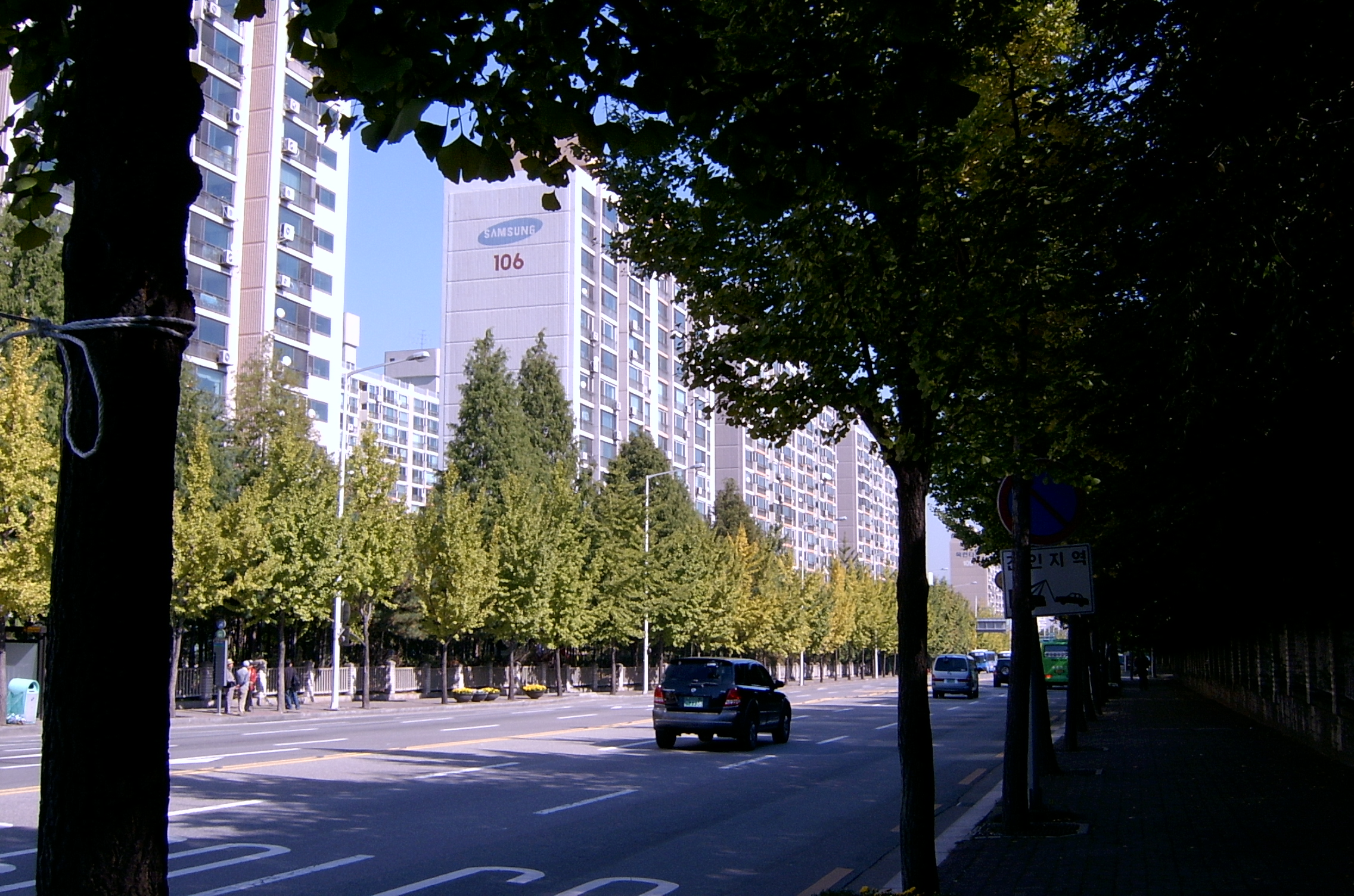
江南公寓群落
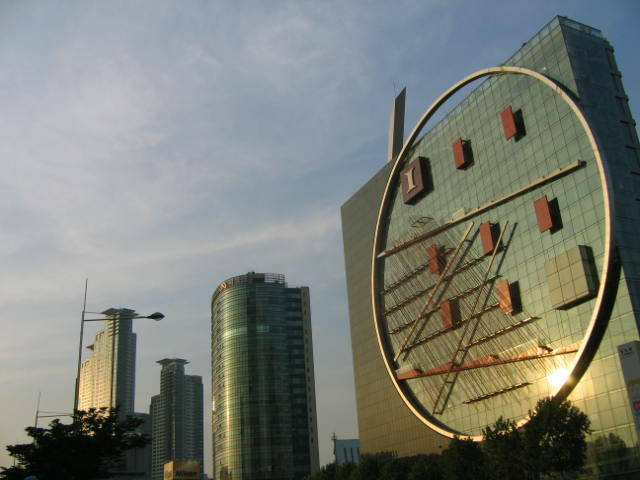
江南的高層大廈
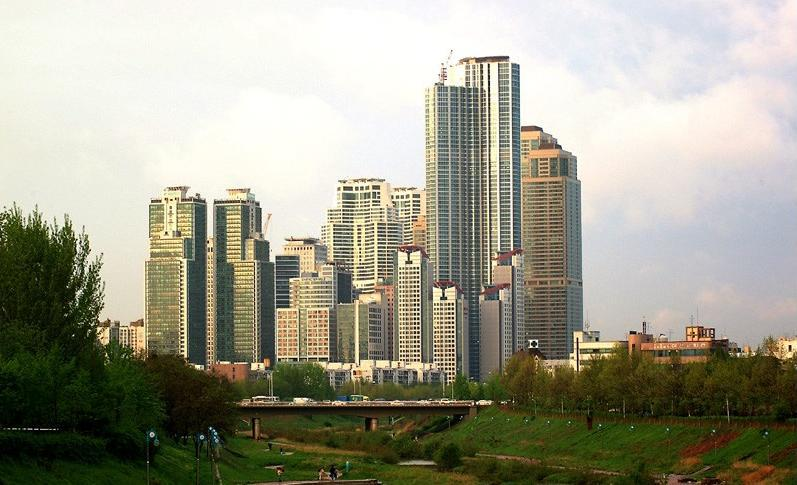
良才川沿岸的超高層大樓